# Ayuntamiento de Aarhus

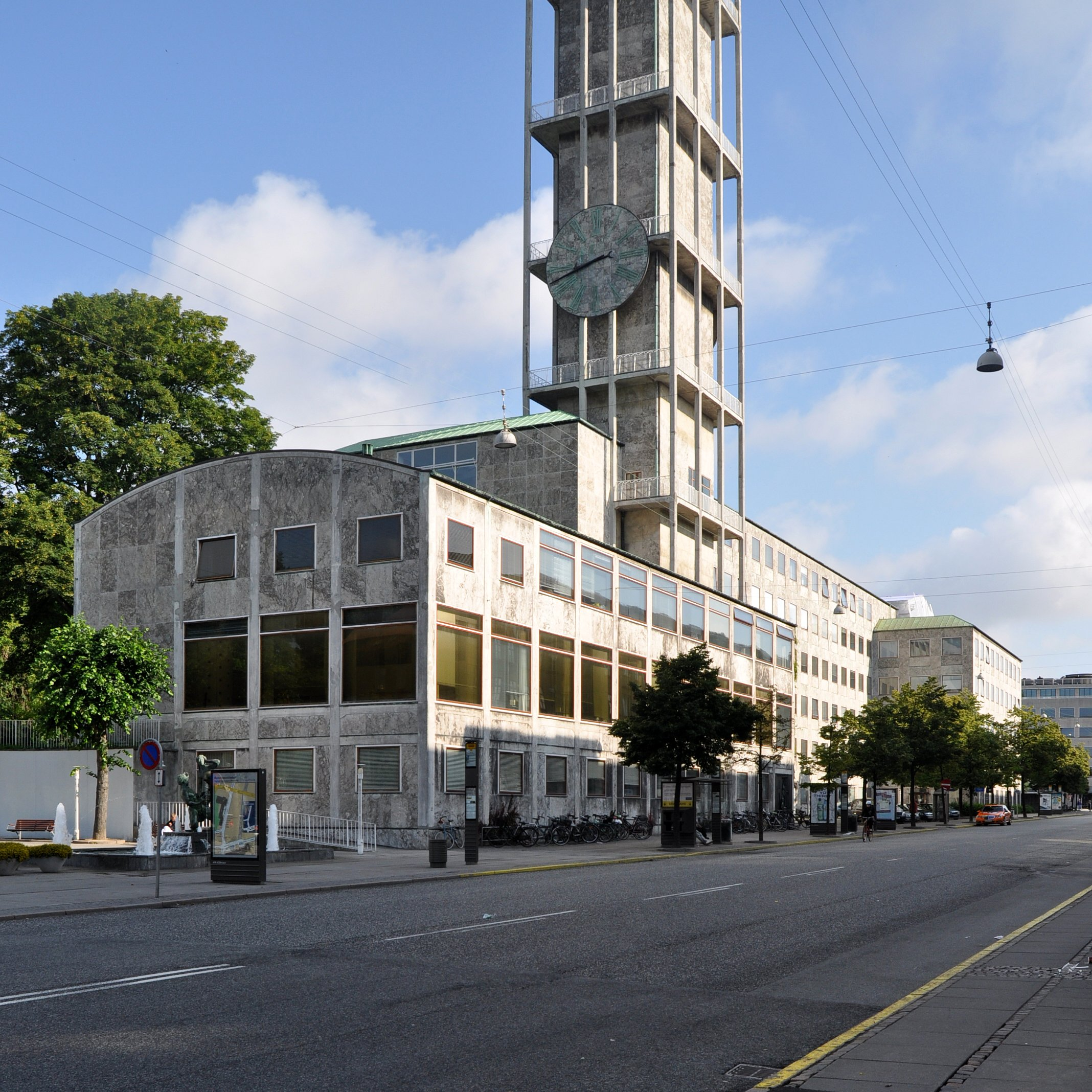
Ayuntamiento de Aarhus.

El ayuntamiento de Aarhus es el palacio de gobierno de la localidad de Aarhus, Dinamarca. Fue inaugurado el 2 de junio de 1941 y fue diseñado por los arquitectos Arne Jacobsen y Erik Møller. La decisión de construir un nuevo ayuntamiento fue tomada en 1937. Es uno de los pocos ayuntamientos danéses identificado para ser preservado debido a su arquitectura única. El primer proyecto, no incluía una torre pero, debido a la presión masiva del público, se agregó después al diseño.
Su construcción costó 9.5 millones de Coronas danesas, incluyendo el costo del terreno e inventario que por sí solos costaban 1.5 millones de Coronas.
El ayuntamiento tiene un área total de 19,380 m² incluyendo el sótano. La torre mide 60 m de altura y el reloj de la misma tiene un diámetro de 7 m. El edificio se construyó de hormigón cubierto con 6,000 m² de mármol proveniente de Porsgrunn,  Noruega.
En enero del 2006, el Canon Cultural Danés incluyó al ayuntamiento de Aarhus en la categoría de arquitectura por considerarlo un ícono de la arquitectura funcional danesa.

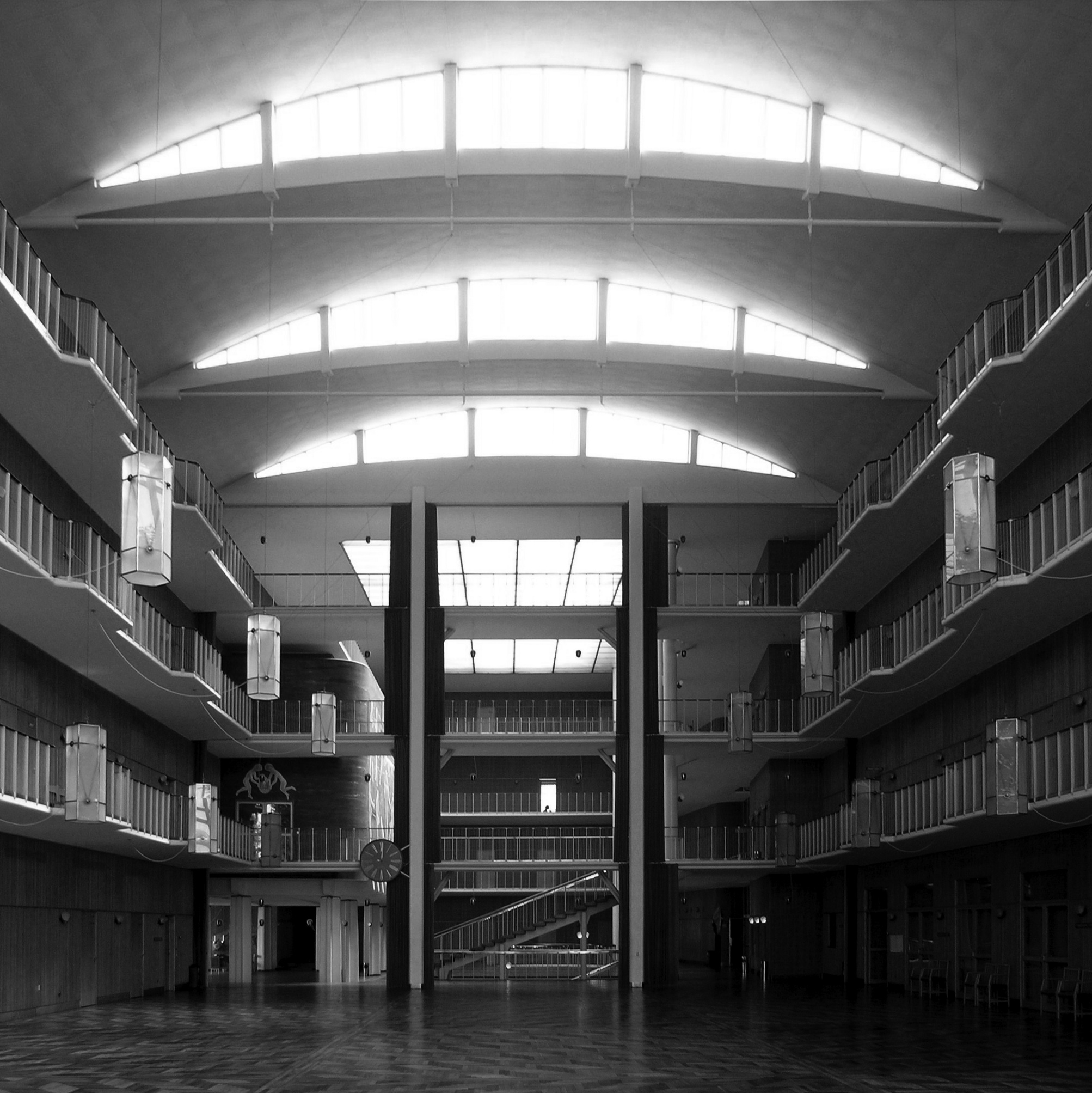
Interior
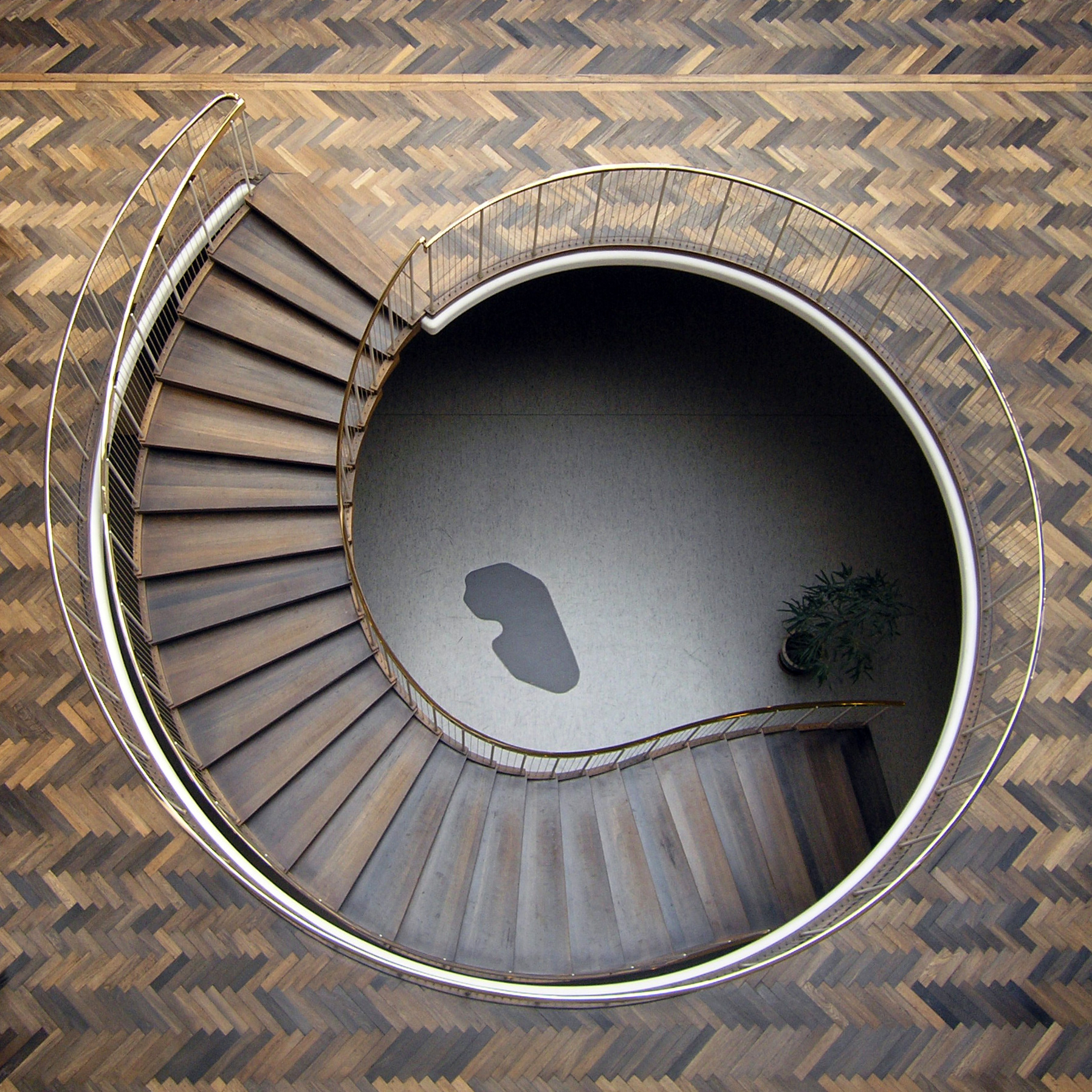
Escalera
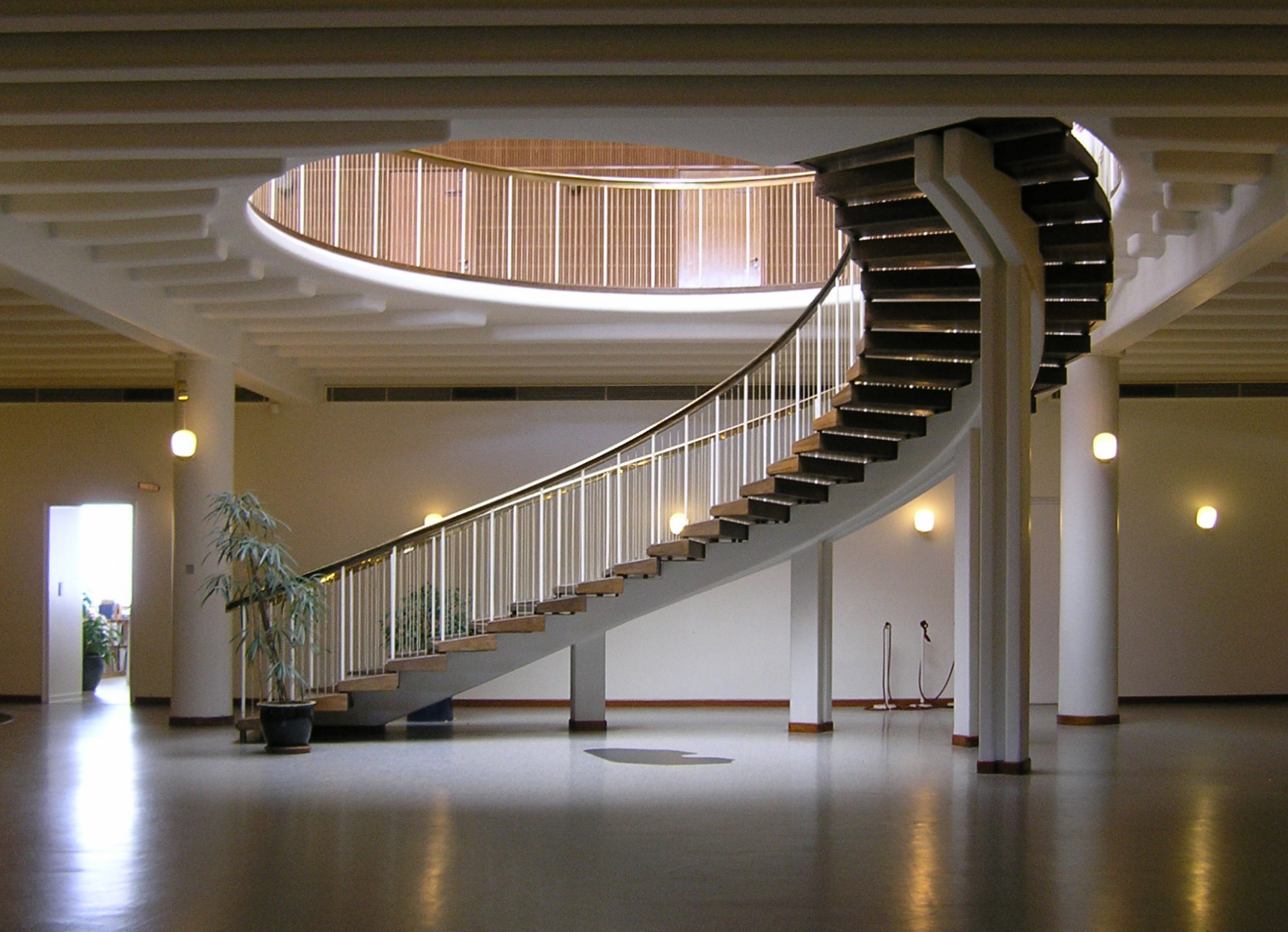
Escalera
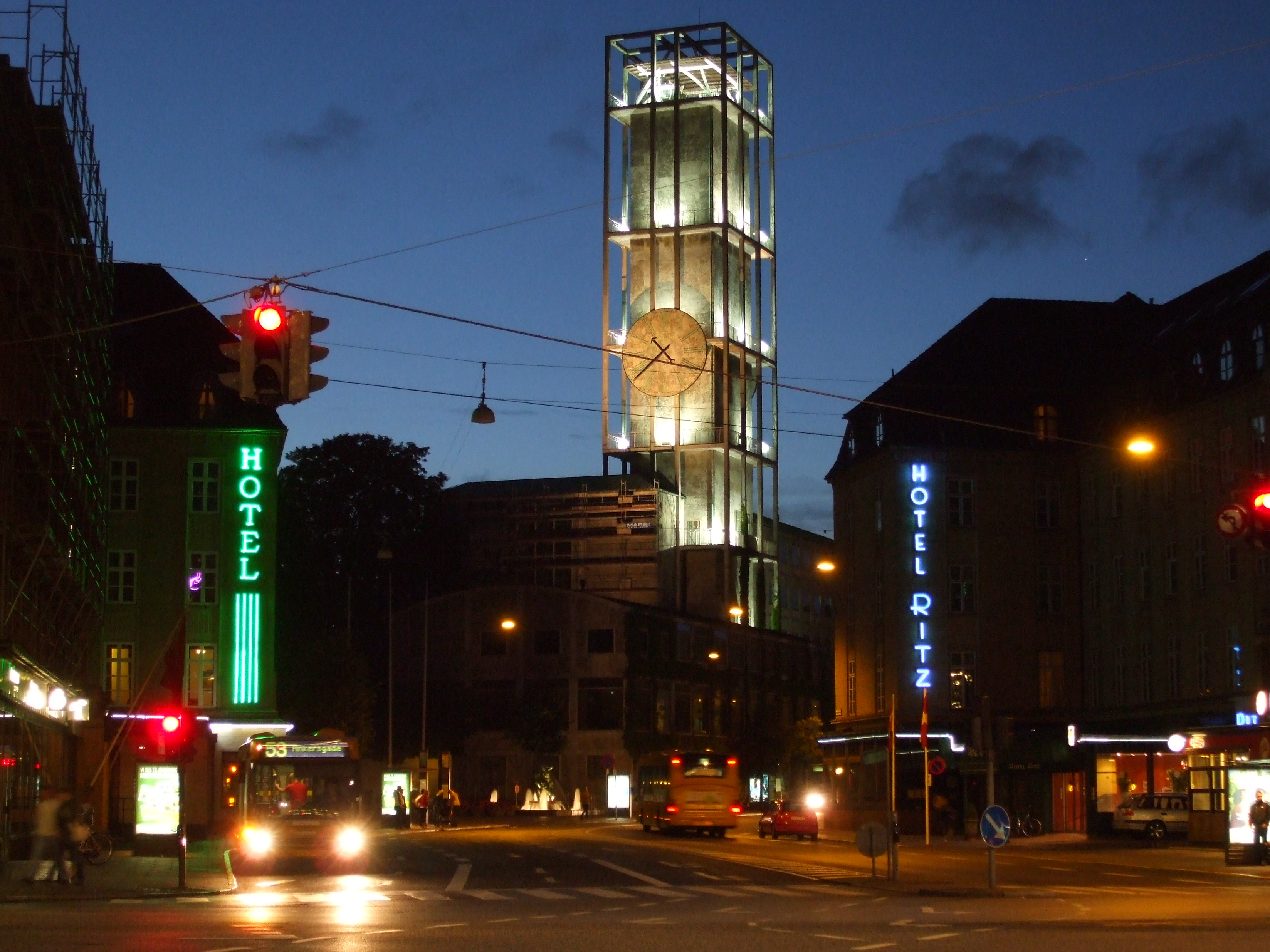
Vista nocturna

## El Antiguo Ayuntamiento

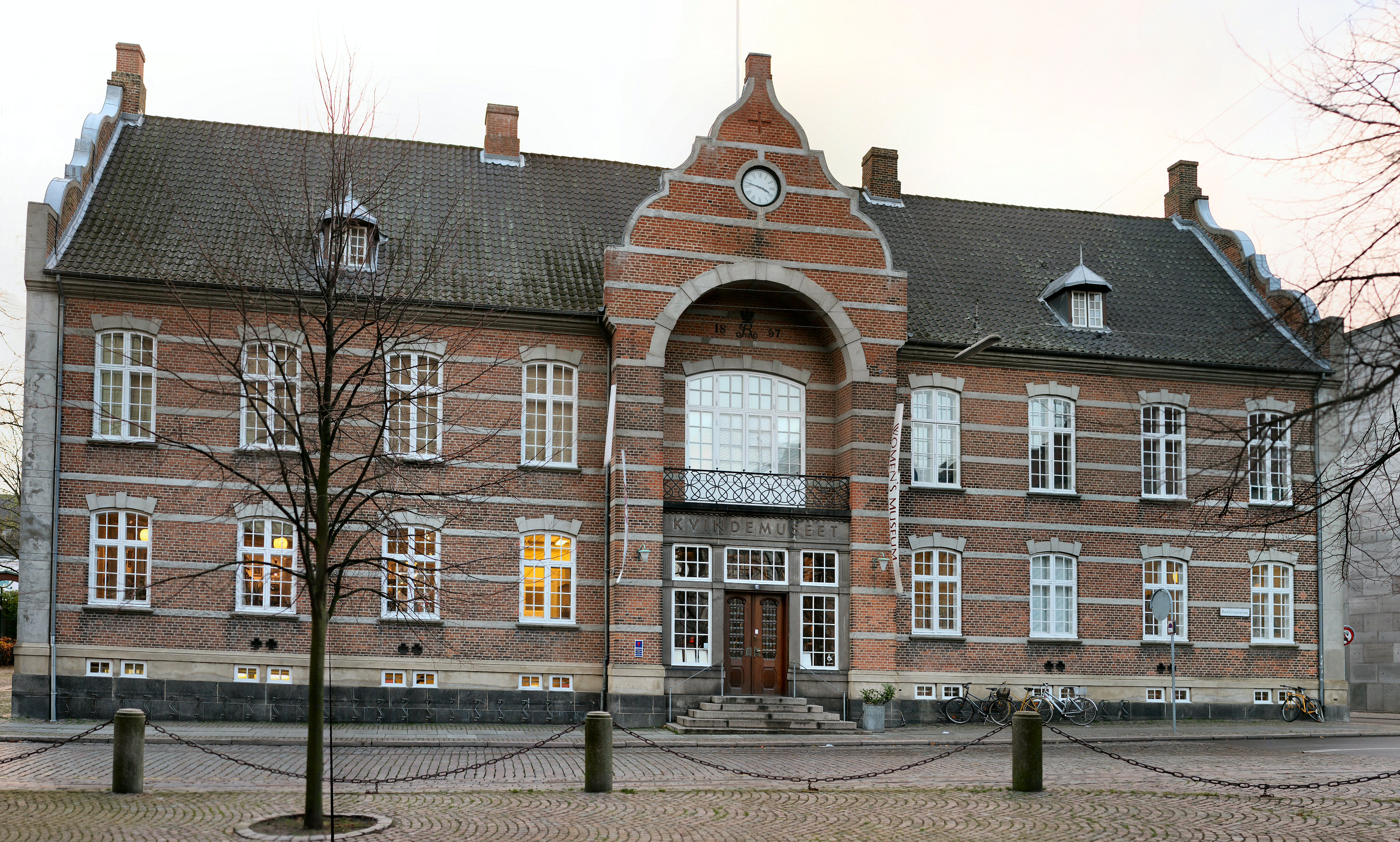
El antiguo ayuntamiento ahora es un museo de historia del movimiento feminista.

Aarhus tuvo dos palacios de gobierno antiguos. El primero fue erigido a mediados del siglo XV y fue situado frente a la torre de Århus Domkirke.  El mismo fue demolido en 1859.
El segundo ayuntamiento fue erigido entre 1856 a 1857. Oficialmente era un conjunto conformado por el ayuntamiento, la corte y la penitenciaría. De 1856 a 1906, el consejo del condado conducía sus juntas en este ayuntamiento. Cuando ya no se usó el edificio como palacio de gobierno debido a la construcción del ayuntamiento actual, el edificio se usó como una estación de policía desde 1941 hasta 1984. En la actualidad el edificio alberga al Kvindemuseet, un museo de la cultura e historia feminista en Dinamarca.

## Zona adyacente
El palacio de gobierno de Aarhus se encuentra en el Rådhusparken. El parque es pequeño pero sirve como entrada principal para los visitantes que llegan a la Estación Central de ferrocarril de la vecindad. El parque también sirve como lugar para realizar eventos a través del año. El Parque Central del Ayuntamiento se conecta con el área del parque frente a la Sala de Conciertos de Aarhus y conduce hacia la plaza central del Ayuntamiento.

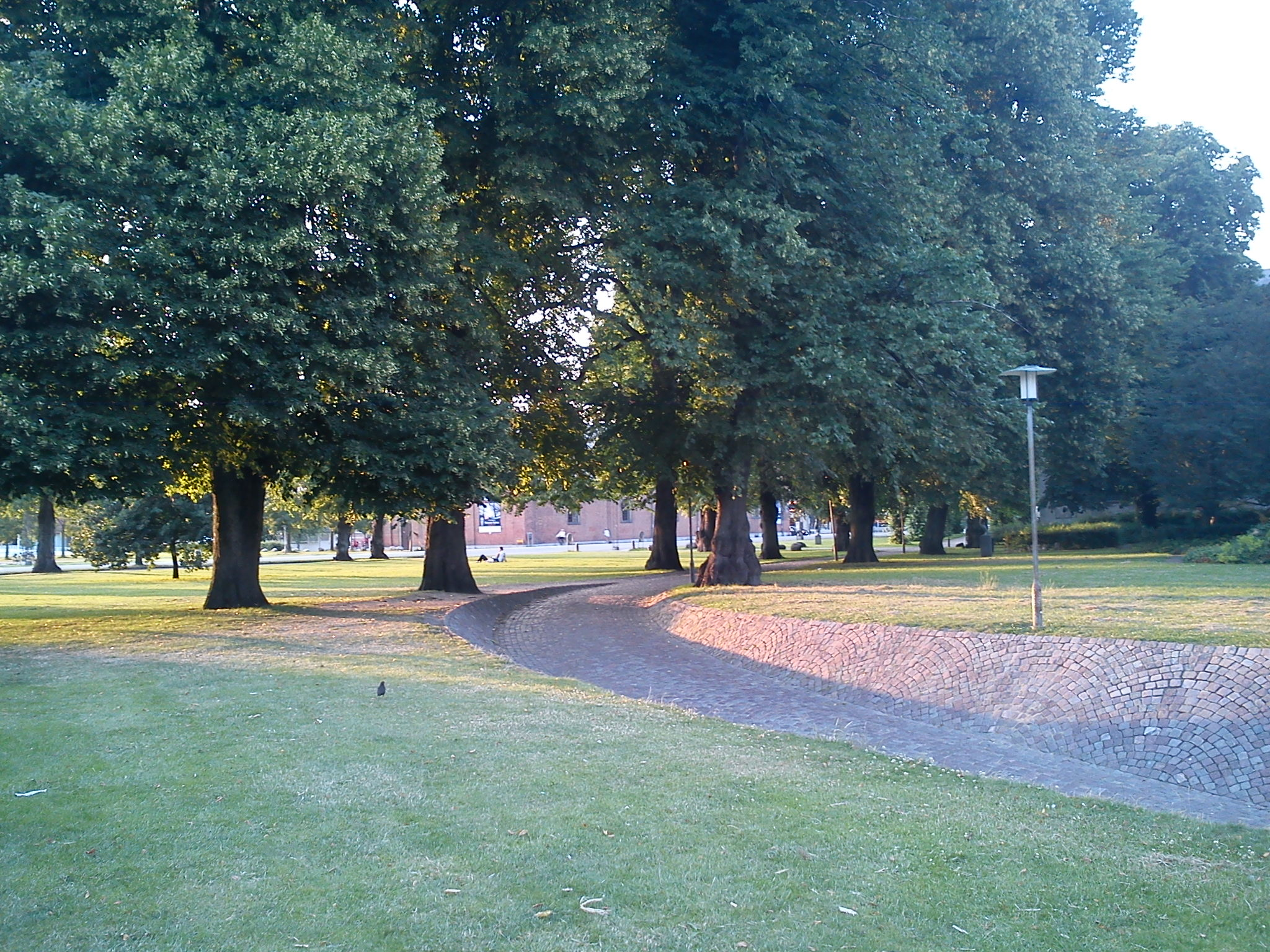
La entrada mostrando el pavimento característico de Aarhus.
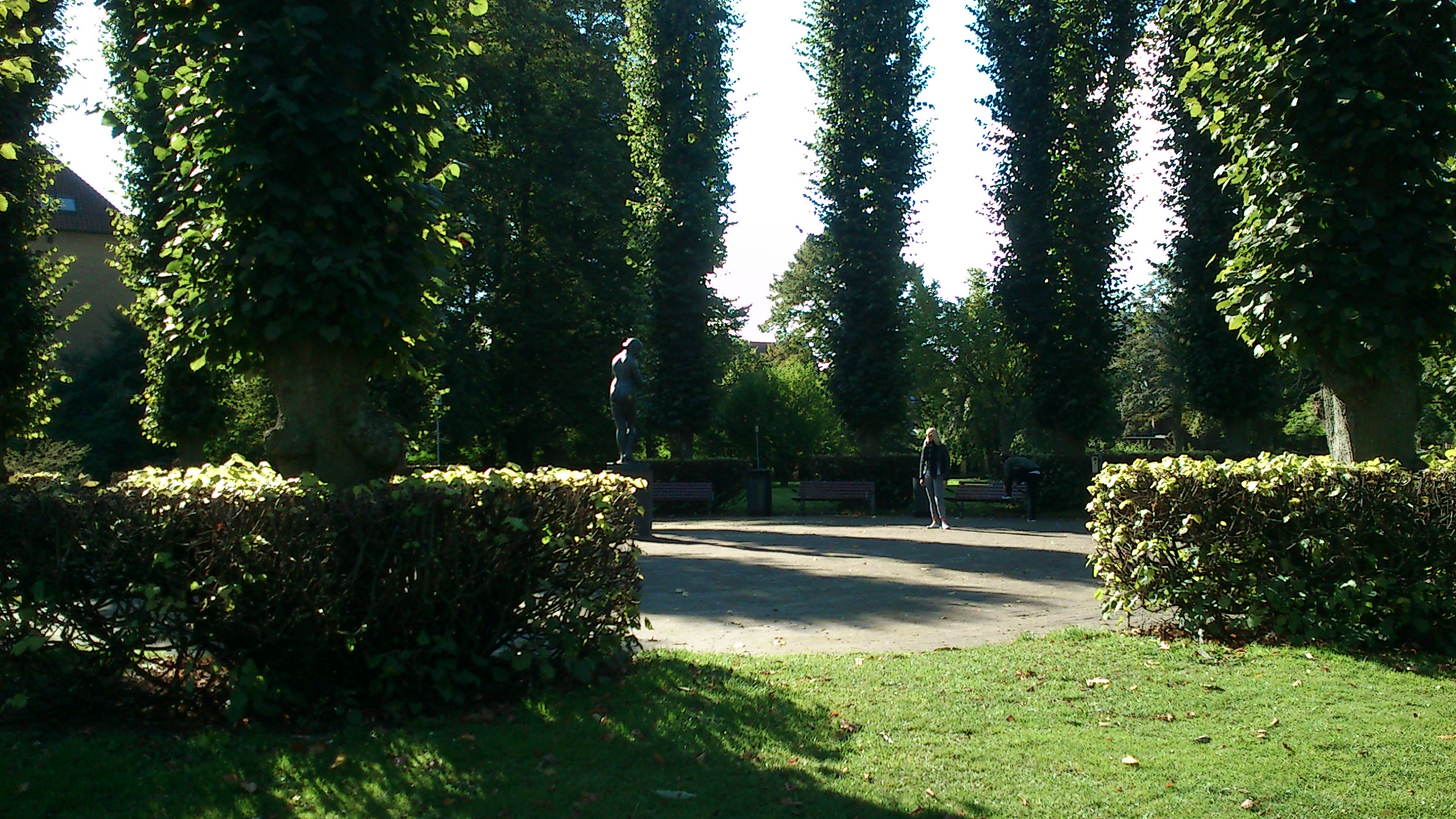
Una plaza empedrada en el parque.
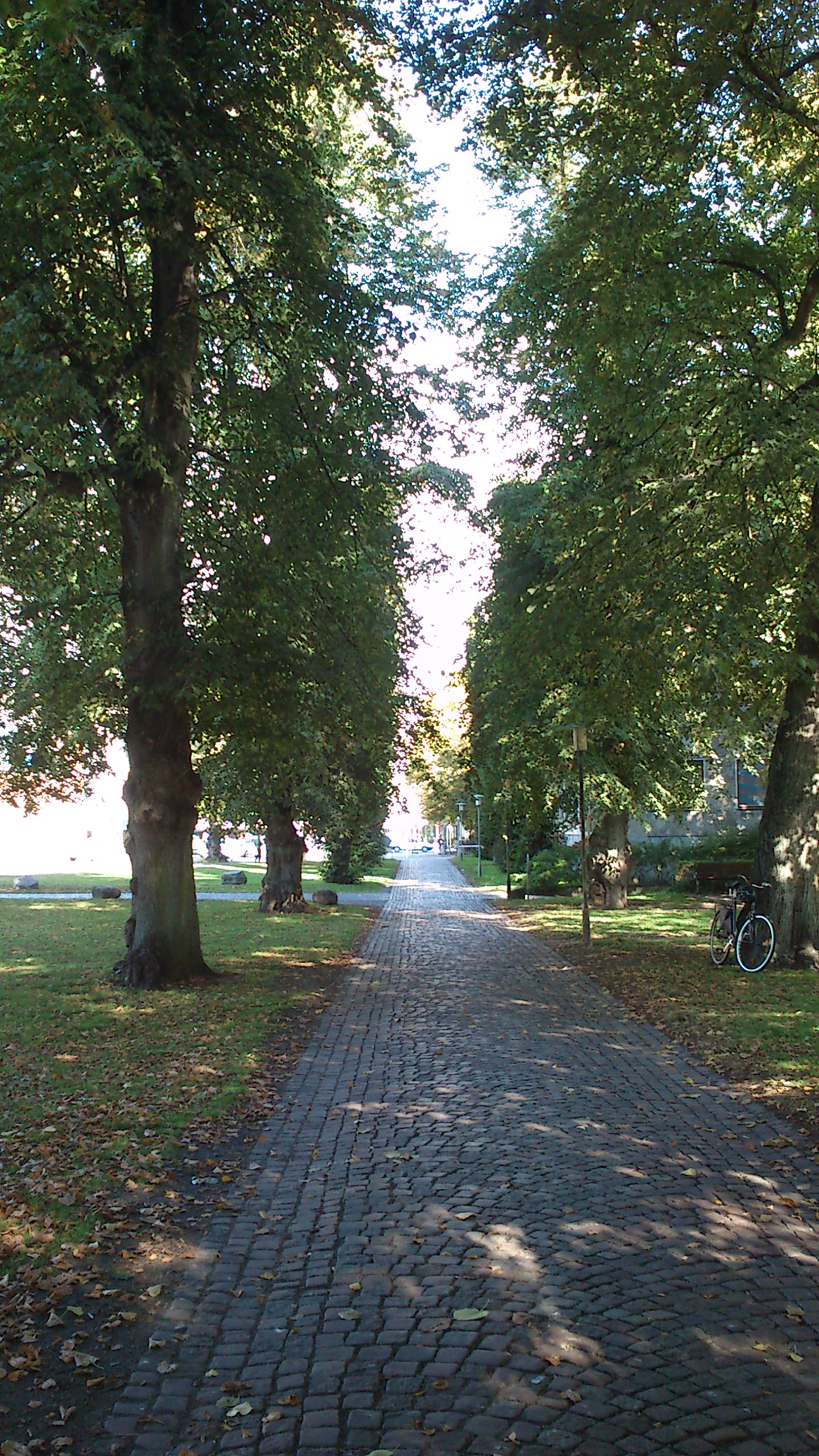
La avenida de los olmos que lleva a la Plaza del Ayuntamiento.

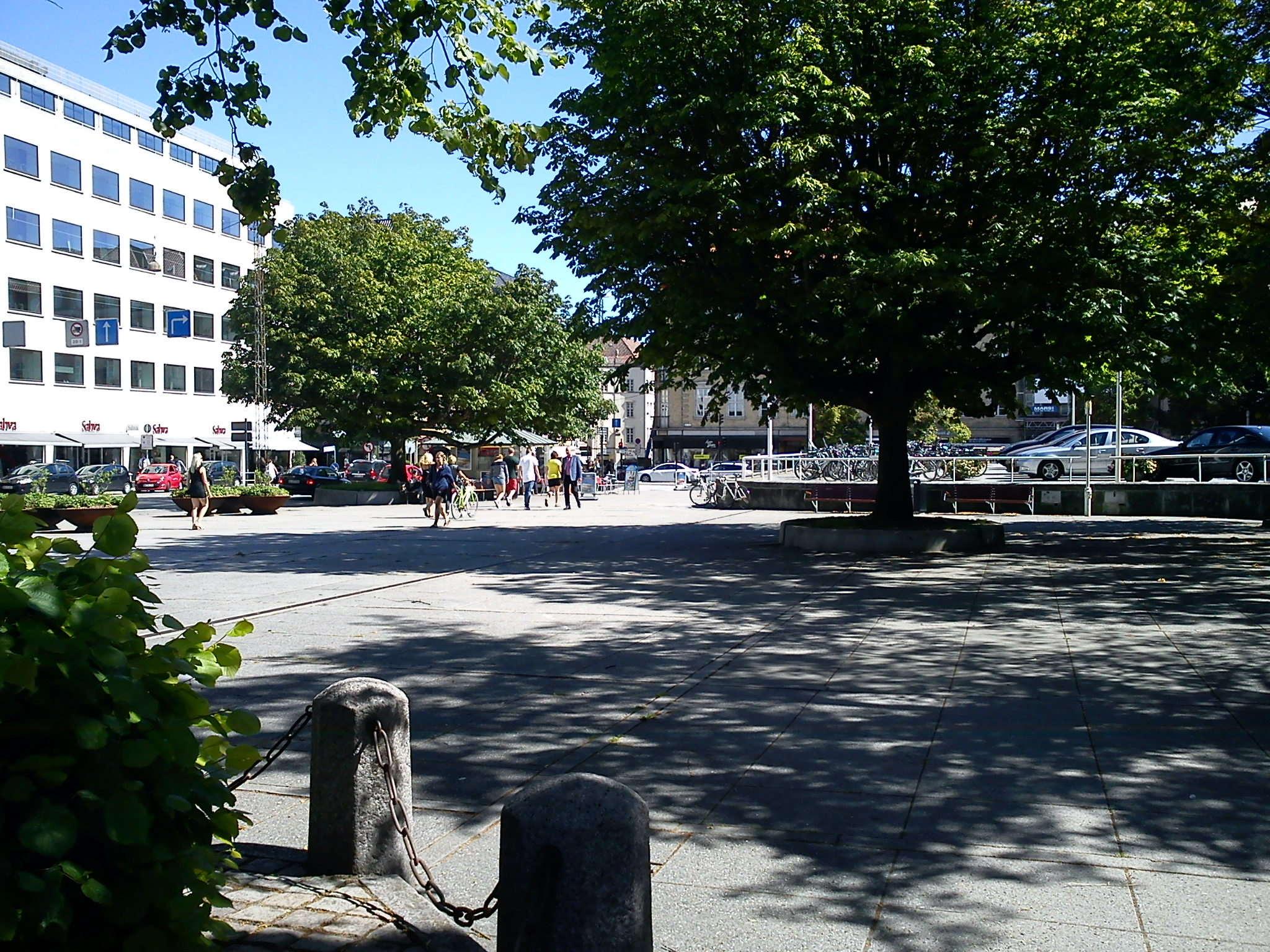
Rådhuspladsen (Plaza de Palacio de Gobierno)
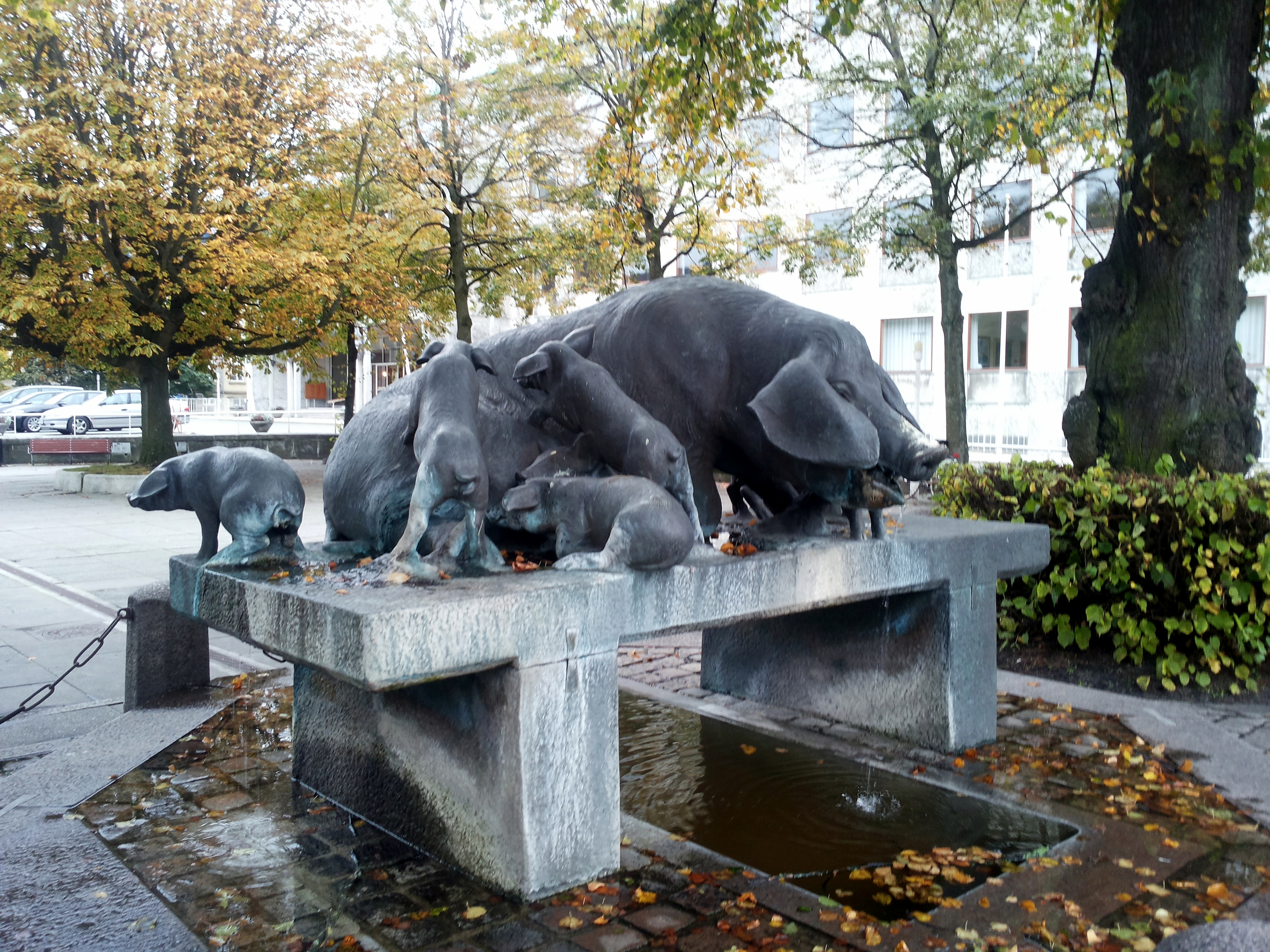
Escultura y fuente del cerdo denominada Ceres Brønden
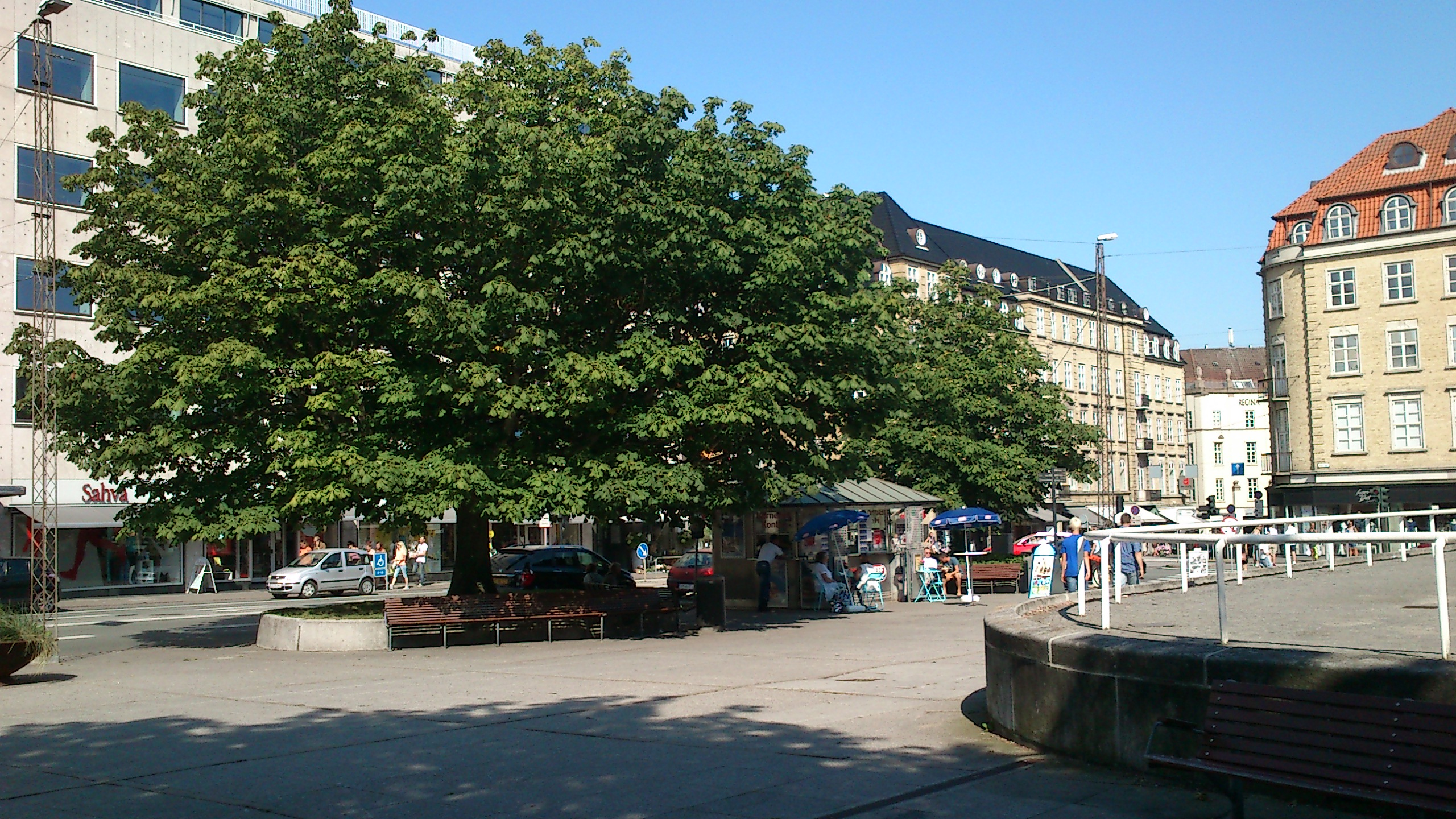
El pølsevogn en la Plaza del Ayuntamiento